# Национальное собрание Нигера
Национальное собрание Нигера (фр. Assemblee Nationale) — однопалатный парламент Нигера, единственный законодательный орган страны. Все министры входящие в правительство, включая премьер-министра Нигера, являются членами этого органа. Национальное собрание может предлагать законы, через его одобрение должны проходить все законодательные инициативы, участвует в совещании с президентом Нигера при выборе премьер-министра и может отозвать премьера через вотум недоверия. Решение Национального собрания может преодолеть действие президентского вето если набрано голосов больше чем 50 % +1.

## История
Национальное собрание было создано путем реформ в колонии Нигер во время французского колониального периода. Он действовал с 1958 года, после объявления независимости в 1960 году, вплоть до государственного переворота в Нигере в 1974 году. В ходе военного режима (1974—1991 годы) был образован консультативный орган (Высший совет Республики Нигер), который стал аналогичным Национальному собранию. После государственного переворота в Нигере в 1996 году Национальная ассамблея вновь была упразднена и была восстановлена в 1997 году в рамках Четвёртой республики. Опять же, после государственного переворота в Нигерии в 1999 году, Национальная ассамблея была упразднена, но на этот раз она была восстановлена в течение года.

## Состав
Нынешняя Национальная ассамблея, сформировавшаяся после выборов, состоявшихся 21 февраля 2016 года, насчитывает 171 депутата, из 113 членов в 2003 году, избранных на пятилетний срок. Члены избираются по многомандатным округам использованием системы пропорционального представительства по партийному списку. Чтобы пройти в ассамблею, партия должна набрать не менее 5% голосов. Один из элементов власти Нигера, Высший суд, состоит из депутатов, избираемых из Национальной ассамблеи.